# Homoeomma stradlingi
Homoeomma stradlingi là một loài nhện trong họ Theraphosidae.
Loài này thuộc chi Homoeomma. Homoeomma stradlingi được Octavius Pickard-Cambridge miêu tả năm 1881.